# Cheated Love
Cheated Love er en amerikansk stumfilm fra 1921 af King Baggot.

## Medvirkende
- Carmel Myers som Sonya Schonema
- George B. Williams som Abraham Schonema
- Allan Forrest som David Dahlman
- John Davidson som Mischa Grossman
- Ed Brady som Scholom Maruch
- Snitz Edwards som Bernie
- Bowditch M. Turner som Toscha
- Virginia Harris som Sophia Kettel
- Inez Gomez som Rose Jacobs